# 종암동새날어린이도서관
종암동새날도서관은 서울특별시 성북구 소재의 구립 어린이 도서관이다.

## 연혁
- 2011.02.25 도서관 정식개관

## 이용 안내
이용 시간
- 유아책나라, 어린이책나라, 어울림방(세미나실): 09:00 ~ 18:00

휴관일
- 정기휴관: 매월 둘째, 넷째 월요일, 일요일을 제외한 법정 공휴일
- 임시휴관: 장서점검일, 시설점검 및 기타 관장이 필요하다고 인정하는 날